# Arcon (cohete)
Arcon fue un modelo de cohete sonda estadounidense de dos etapas propulsado por combustible sólido, desarrollado a finales de los años 1950 y similar a los cohetes Deacon y Cajun.
Fue lanzado nueve veces, todas desde Wallop Island, fallando siete veces. El primer lanzamiento tuvo lugar el 16 de julio de 1958 y el último el 7 de agosto de 1959.

## Especificaciones
- Apogeo: 100 km
- Empuje en despegue: 14 kN
- Masa total: 100 kg
- Diámetro: 0,15 m
- Longitud total: 4 m